# Megalodon: The Frenzy
Megalodon: The Frenzy ist ein US-amerikanischer Tierhorrorfilm aus dem Jahr 2023 von Brendan Petrizzo. In den Hauptrollen sind Eric Roberts und Caroline Williams zu sehen. Der Film wurde von The Asylum produziert.

## Handlung
Das Schlachtschiff USS King schaffte es erfolgreich Angriffe der Megalodons abzuwehren, verlor dabei allerdings Captain Lynch. Ihren Platz übernimmt daher Lt. Cmdr. Sharp. Dieser muss seiner geschwächten Mannschaft Mut zusprechen und den Schiffsmotor reparieren lassen, damit das Schiff sicher den nächsten Hafen erreichen kann. Unweit in der Nähe der USS King befindet sich die Cratos, eine ehemalige Bohrinsel, die unter Aufsicht von Dr. Rylie Clark in eine experimentelle Energieanlage umgewandelt wird. Ihre neue Praktikantin Kristy London erreicht die Cratos und wird Zeuge, wie Dr. Clark durch ein Tauchboot mit einem Fusionsbohrer am Meeresgrund arbeitet. Dabei stürzen große Teile des Meeresbodens ein und dadurch können fünf Megalodon in den Ozean gelangen.
Daher wird Lt. Cmdr. Sharp auf der USS King kontaktiert, um die Haie unschädlich zu machen.

## Hintergrund
Es handelt sich um einen Mockbuster zum Film Meg 2: Die Tiefe mit Jason Statham in der Hauptrolle.

### Produktion
Die Dreharbeiten fanden überwiegend in einem Filmstudio in Los Angeles, Kalifornien, statt. Die Szenen auf dem Schlachtschiff wurden in San Pedro abgedreht.

### Veröffentlichung
Er erschien am 18. August 2023, rund zwei Wochen nach Meg 2: Die Tiefe, digital und über Video-on-Demand in den USA und wurde ab dem 25. August 2023 zusätzlich in ausgewählten Kinos in den USA vertrieben.

## Rezeption
Filmstarts kritisiert die Effekte vom Film und spricht von „jede[r] Menge billige CGI-Megahaie“.
Jim Morazzini bemängelt in seinem Review für Voices From The Balcony die erste Stunde des Films, die überwiegend aus Gesprächen zwischen den verschiedenen Besatzungen, Stockmaterial von Unterwasseraufnahmen und Szenen aus den beiden Vorgängern besteht. Er kann sich nicht erklären, wie drei Drehbuchautoren eine so schwache Handlung schreiben können. Die im Film zu sehenden Effekte werden bemängelt sowie die Tatsache, dass nur wenig Schauspieler und Statisten zu sehen sind. Der Film fühle sich für ihn an „als hätte The Asylum es aus herumliegenden Drehbuchideen zusammengesetzt oder sie aus früheren Filmen recycelt, was das Autorentrio erklären würde. Und dann fügten sie ebenso schlechte Effekte hinzu und überschlugen sich. Das Ergebnis ist ein Film, den selbst der engagierteste Hai-Schlock-Zuschauer getrost überspringen kann.“ Final vergibt er einen von fünf möglichen Sternen.
MOVIES and MANIA veröffentlichte mehrere Zuschauer-Rezeptionen. Diese befinden überwiegend, dass der Film „scheiße“ sei und nur „eingefleischten Caroline-Williams-Fans“ zu empfehlen ist. Das Schauspiel wird als „schlecht“ bezeichnet, auch werden die CGI-Effekte kritisiert. Dennoch wird befunden, dass hier und da der Film Spaß mache und er immer wieder für Lacher gut ist.
Im Audience Score, der Zuschauerwertung auf Rotten Tomatoes, hat der Film bei weniger als 50 Abstimmungen eine Wertung von 25 %. In der Internet Movie Database hat der Film bei über 220 Stimmabgaben eine Wertung von 2,3 von 10,0 möglichen Sternen (Stand: November 2023).